# Goede tijden, slechte tijden
Goede tijden, slechte tijden (literalmente Buenos tiempos, malos tiempos, abreviada como GTST) es una serie de televisión neerlandesa transmitida originalmente por el canal RTL 4 desde la 1 de octubre de 1990.

## Elenco

### Miembros del reparto actuales
| Actor/Actriz         | Personaje        | Año                                           |
| -------------------- | ---------------- | --------------------------------------------- |
| Jette van der Meij   | Laura Selmhorst  | 1990–                                         |
| Babette van Veen     | Linda Dekker     | 1990–1998, 2005–2006, 2015–                   |
| Inge Ipenburg        | Martine Hafkamp  | 1990–1994, 2003–2005, 2017–                   |
| Caroline De Bruijn   | Janine Elschot   | 1992–                                         |
| Ferri Somogyi        | Rik de Jong      | 1995–2002, 2003, 2004, 2007–2014, 2015, 2016– |
| Erik de Vogel        | Ludo Sanders     | 1996–                                         |
| Inge Schrama         | Sjors Langeveld  | 2003–                                         |
| Everon Jackson Hooi  | Bing Mauricius   | 2005–                                         |
| Marly van der Velden | Nina Mauricius   | 2005–                                         |
| Ruud Feltkamp        | Noud Alberts     | 2006–                                         |
| Marjolein Keuning    | Maxime Sanders   | 2008–                                         |
| Ferry Doedens        | Lucas Sanders    | 2009–2015, 2016–                              |
| Robin Martens        | Rikki de Jong    | 2010–                                         |
| Guido Spek           | Sjoerd Bouwhuis  | 2010–                                         |
| Joep Sertons         | Anton Bouwhuis   | 2010–                                         |
| Dilan Yurdakul       | Aysen Baydar     | 2012–                                         |
| Buddy Vedder         | Rover Dekker     | 2015–                                         |
| Stijn Fransen        | Sam Dekker       | 2015–                                         |
| Jord Knotter         | Job Zonneveld    | 2016–                                         |
| Britt Scholte        | Kimberly Sanders | 2016–                                         |

### Elenco recurrente
| Actor/Actriz                | Personaje          | Año   |
| --------------------------- | ------------------ | ----- |
| Bart Peereboom              | Marcel Boeve       | 2000– |
| Victoria Koblenko           | Isabella Kortenaer | 2000– |
| Dennis Honhoff              | Barry Lansink      | 2009– |
| diversos actores infantiles | Lana de Jong       | 2010– |
| diversos actores infantiles | Nola Sanders       | 2013– |
| diversos actores infantiles | Manu de Klein      | 2015– |
| diversos actores infantiles | Teddy Kramer       | 2016– |
| Jerome Talsma               | Bram Bouwhuis      | 2016– |
| Bart Oomen                  | Bill Norris        | 2016– |
| Urvin Monte                 | Felix Jagtman      | 2017– |
| Lili Graciela Beatriz       | Juanita Valdes     | 2017– |

### Miembros del reparto originales
| Actor/Actriz             | Personaje                 | Año                     |
| ------------------------ | ------------------------- | ----------------------- |
| Antonie Kamerling        | Peter Kelder              | 1990–93, 1995           |
| Reinout Oerlemans        | Arnie Alberts             | 1990–96                 |
| Joost Buitenweg          | Rien Hoogendoorn          | 1990–92                 |
| Frédérique Huydts        | Annette Dekker-van Thijn  | 1990–92                 |
| Babette van Veen         | Linda Dekker              | 1990–98, 2005–06, 2015– |
| Isa Hoes                 | Myriam van der Pol        | 1990–93, 1994           |
| Ingeborg Wieten          | Suzanne Balk Carpenter    | 1990–2000               |
| Marlous Fluitsma         | Helen Helmink (#1)        | 1990–91                 |
| Rick Engelkes            | Simon Dekker              | 1990–94, 1997–98, 2003  |
| Jette van der Meij       | Laura Selmhorst           | 1990–                   |
| Wilbert Gieske           | Robert Alberts            | 1990–2008               |
| Wim Zomer                | Daniel Daniel             | 1990–99                 |
| Inge Ipenburg            | Martine Hafkamp           | 1990–94, 2003–05        |
| Hein van Beem            | Nico Stenders             | 1990–91                 |
| Antoinette van Belle     | Stephanie Stenders-Kreeft | 1990–91, 1992, 1993–94  |
| Dieter Jansen            | Jan van Ede               | 1990–91                 |
| Djuna Hougee             | Petra van Ede             | 1990–91                 |
| Carola Gijsbers van Wijk | Wil de Smet               | 1990–98                 |